# 德诺布
德诺布（藏語：ལྡེ་སྣོལ་པོ，威利转写：lDe snol po，?—?），又译为德诺波，《吐蕃王朝世系明鉴正法源流史》作色诺波。按照藏族的传统他是吐蕃王朝第21任赞普，吐蕃王朝早期所谓八德王之六。